# Ján Novák (football)
Pour les articles homonymes, voir Jan Novák et Novák.
Ne doit pas être confondu avec Jan Novák (compositeur) ou Jan Novák (hockey sur glace).
Ján Novák, né le 6 mars 1985, est un footballeur international slovaque. Il joue au poste d'attaquant avec le club slovaque de Iskra Borčice.

## Biographie

### En club
Ján Novák commence le football dans sa ville natale dans le club de FK Slavoj Trebišov où il joue deux saisons en équipe première.
En 2006, il rejoint le club de MFK Košice afin de jouer en Corgoň Liga, lors de sa première saison en première division slovaque, ses statistiques sont moyens avec seulement 2 buts en 21 matchs.
C'est lors de la saison suivante 2007-2008 qu'il explose avec son club en devenant meilleur buteur du championnat avec 17 buts en 23 matchs. Il marque deux quadruplés consécutifs. À la fin de cette saison, il est appelé pour la première fois en sélection slovaque.
Le 20 mai 2009, il remporte la Coupe de Slovaquie en marquant un but en finale contre MFK Petržalka.
Ján Novák joue la Ligue Europa 2009-2010 avec son club, lors du match aller/retour contre le grand AS Roma il marque 3 buts lors de cette double confrontation. Il marque 5 buts en 4 matchs dans cette compétition.
Cette remarquable performance attire l'œil des recruteurs de clubs anglais comme Fulham FC, mais c'est Birmingham City FC qui le contacte pour effectuer un essai en décembre 2009. L'essai est concluant mais les deux clubs ne s'entendent pas sur l'indemnité de transfert, le club anglais ne proposait que 2M€.
Fin de saison 2010, après avoir raté la Coupe du monde car non sélectionné dans les 23 slovaques, à cause d'une blessure au genou qui l'éloigne des terrains pendant près 6 mois. Il rate son transfert vers le Tours FC lors du mercato estival 2010.
Mais il est prêté en janvier 2011 à Tours pour 6 mois, il possède une option d'achat pour un contrat de trois ans et demi. Mais au mois de juin, il rentre en Slovaquie, le club ne souhaite pas lever l'option d'achat.
Il signe ensuite dans le club de MŠK Žilina où il reste 6 mois, pour être prêté dans son ancien club en juillet 2012 au MFK Košice.

### En sélection nationale
Ján Novák débute en sélection le 20 mai 2008 en match amical contre la Turquie (0-1) en rentrant à la 90e minute à la place de son compatriote Martin Petráš. Il comptabilise à ce jour 4 sélections nationales.

## Palmarès

### En club
- MFK Košice
  - Coupe de Slovaquie
    - Vainqueur : 2009 et 2014
- MŠK Žilina
  - Championnat de Slovaquie
    - Vainqueur : 2012

  - Coupe de Slovaquie
    - Vainqueur : 2012

### Distinction personnelle
- 2008 : Meilleur buteur du Championnat de Slovaquie avec 17 buts.

## Statistiques
| Saison                | Club                  | Championnat           | Championnat | Championnat | Coupe(s) nationale(s) | Coupe(s) nationale(s) | Compétition(s) continentale(s) | Compétition(s) continentale(s) | Compétition(s) continentale(s) | Slovaquie | Slovaquie | Total | Total |
| Saison                | Club                  | Division              | M.          | B.          | M.                    | B.                    | Comp.                          | M.                             | B.                             | M.        | B.        | M.    | B.    |
| 2006-2007             | MFK Košice            | 1                     | 20          | 2           | 1                     | 0                     | -                              | -                              | -                              | -         | -         | 21    | 2     |
| 2007-2008             | MFK Košice            | 1                     | 23          | 17          | 5                     | 3                     | -                              | -                              | -                              | 1         | 0         | 29    | 20    |
| 2008-2009             | MFK Košice            | 1                     | 30          | 12          | 7                     | 6                     | -                              | -                              | -                              | 1         | 0         | 38    | 18    |
| 2009-2010             | MFK Košice            | 1                     | 29          | 12          | 3                     | 3                     | C3                             | 4                              | 5                              | 2         | 0         | 38    | 20    |
| 2010-2011             | MFK Košice            | 1                     | 0           | 0           | 0                     | 0                     | -                              | -                              | -                              | -         | -         | 0     | 0     |
| 2010-2011             | Tours FC (prêt)       | 2                     | 0           | 0           | 0                     | 0                     | -                              | -                              | -                              | -         | -         | 0     | 0     |
| 2011-2012             | MFK Košice            | 1                     | 9           | 2           | 3                     | 0                     | -                              | -                              | -                              | -         | -         | 12    | 2     |
| 2011-2012             | MŠK Žilina            | 1                     | 11          | 1           | 3                     | 0                     | -                              | -                              | -                              | -         | -         | 14    | 1     |
| 2012-2013             | MFK Košice (prêt)     | 1                     | 10          | 4           | 3                     | 0                     | -                              | -                              | -                              | -         | -         | 13    | 4     |
| Total sur la carrière | Total sur la carrière | Total sur la carrière | 132         | 50          | 25                    | 12                    | -                              | 4                              | 5                              | 4         | 0         | 165   | 67    |